# Басюсарри
Басюсарри́ (фр. Bassussarry) — коммуна во Франции, находится в регионе Новая Аквитания. Департамент — Атлантические Пиренеи. Входит в состав кантона Юстариц — Валле-де-Нив и Нивель. Округ коммуны — Байонна.
Код INSEE коммуны — 64100.

## География

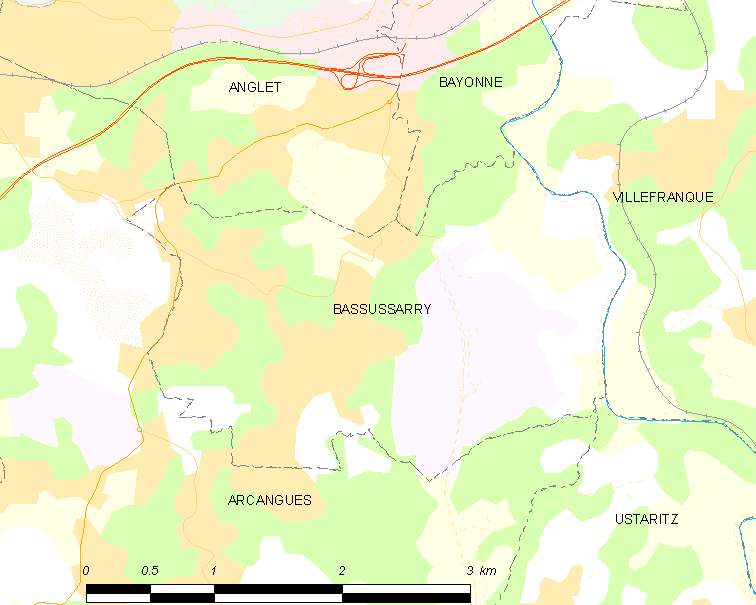
Карта коммуны

Коммуна расположена приблизительно в 670 км к юго-западу от Парижа, в 175 км юго-западнее Бордо, в 95 км к западу от По.
На востоке коммуны протекает река Нив.

### Климат
Климат тёплый океанический. Зима мягкая, средняя температура января — от +5°С до +13°С, температуры ниже −10 °C бывают редко. Снег выпадает около 15 дней в году с ноября по апрель. Максимальная температура летом порядка 20-30 °C, выше 35 °C бывает очень редко. Количество осадков высокое, порядка 1100 мм в год. Характерна безветренная погода, сильные ветры очень редки.

## Население
Население коммуны на 2010 год составляло 2405 человек.
| 1962 | 1968 | 1975 | 1982 | 1990 | 1999 | 2010 |
| ---- | ---- | ---- | ---- | ---- | ---- | ---- |
| 350  | 483  | 715  | 890  | 1056 | 1817 | 2405 |

## Администрация
| Период | Период | Фамилия    | Партия | Примечания |
| ------ | ------ | ---------- | ------ | ---------- |
| 1995   | 2020   | Поль Бодри |        |            |

## Экономика
В 2010 году среди 1577 человек трудоспособного возраста (15-64 лет) 1116 были экономически активными, 461 — неактивными (показатель активности — 70,8 %, в 1999 году было 74,1 %). Из 1116 активных жителей работали 1046 человек (540 мужчин и 506 женщин), безработных было 70 (25 мужчин и 45 женщин). Среди 461 неактивных 172 человека были учениками или студентами, 164 — пенсионерами, 125 были неактивными по другим причинам.

## Достопримечательности
- Церковь Св. Варфоломея (XIX век)[4]

## Фотогалерея

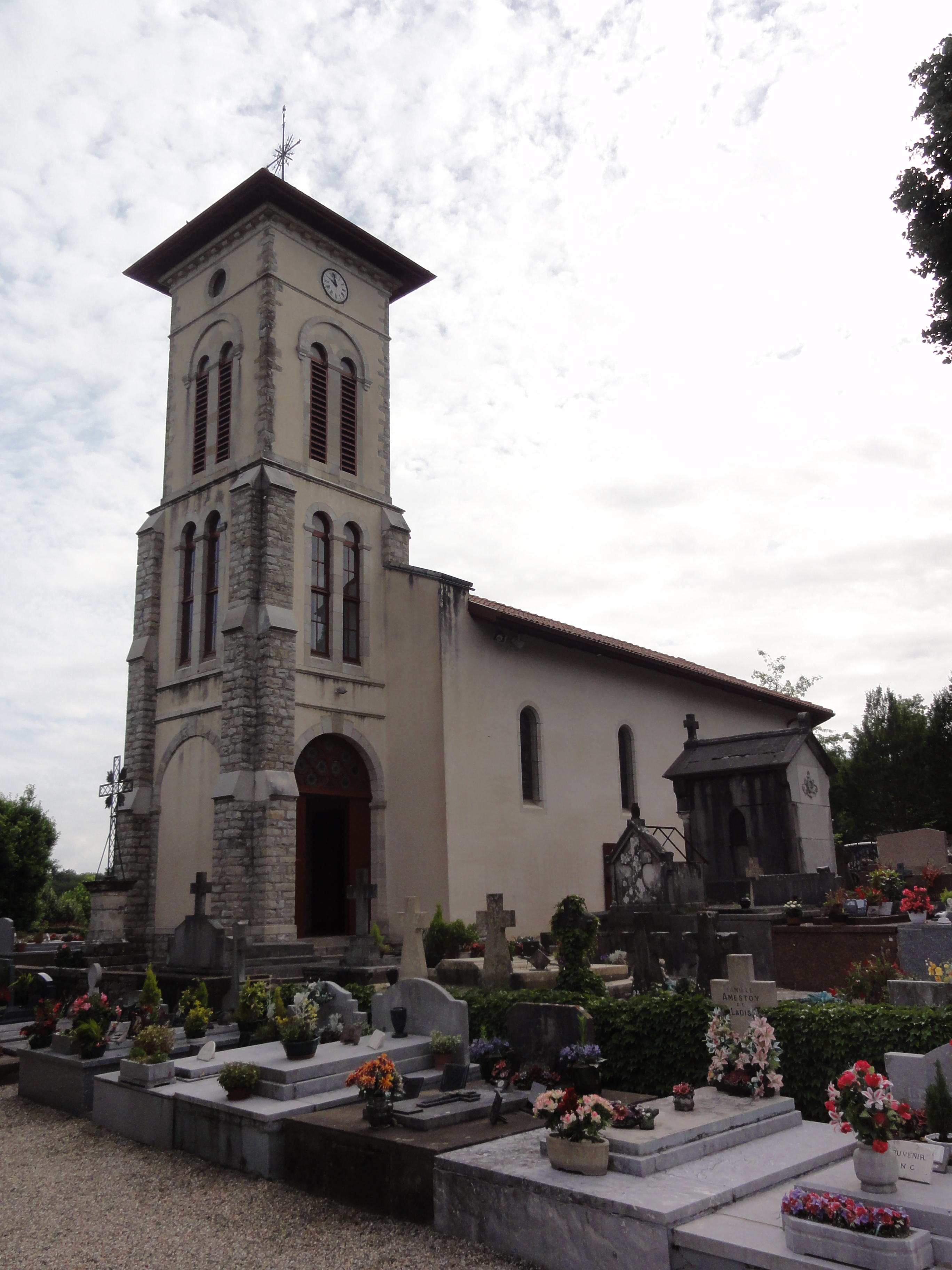
Церковь Св. Варфоломея
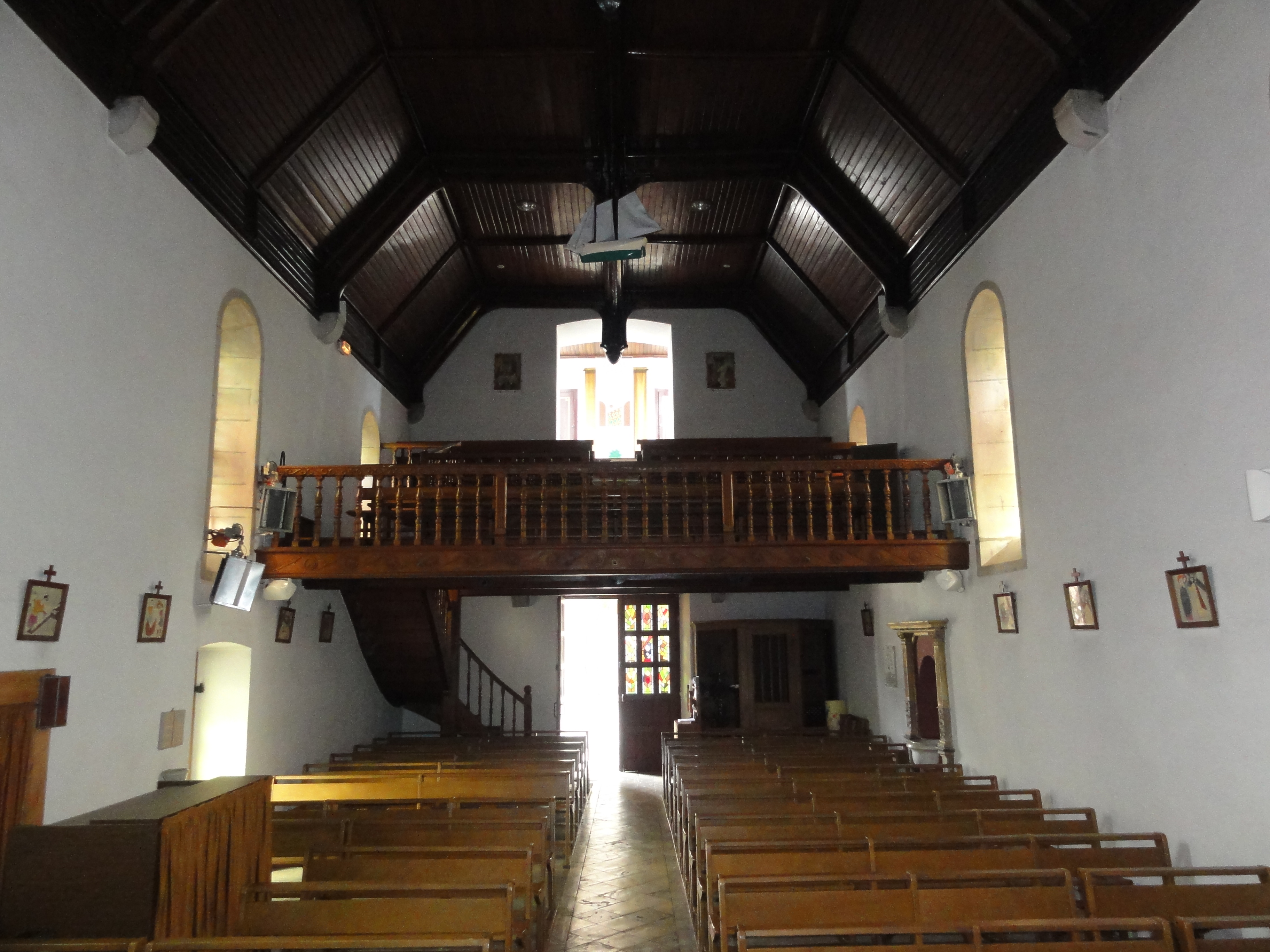
Интерьер церкви Св. Варфоломея
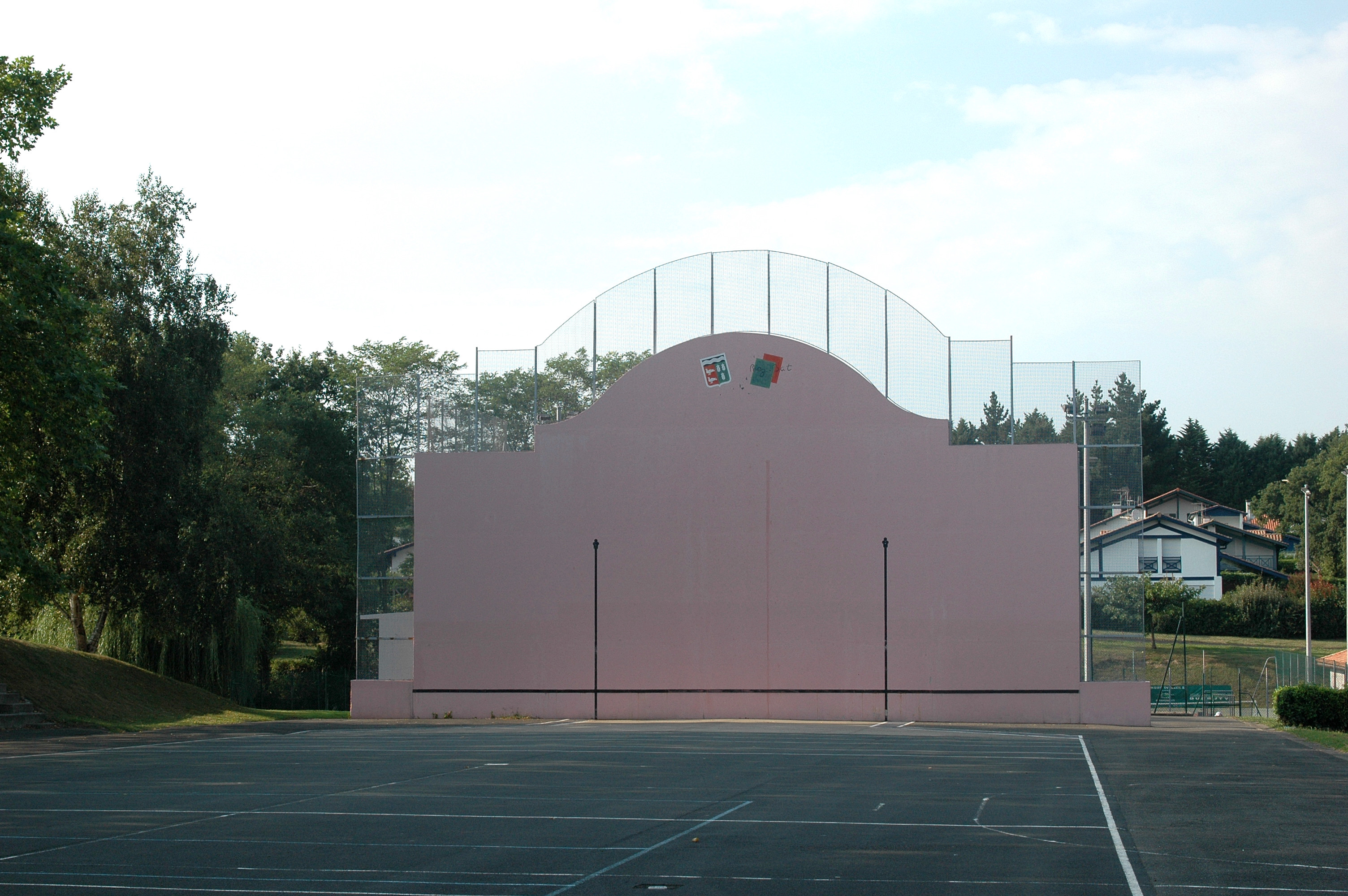
Фронтон (площадка для игры в пелоту)
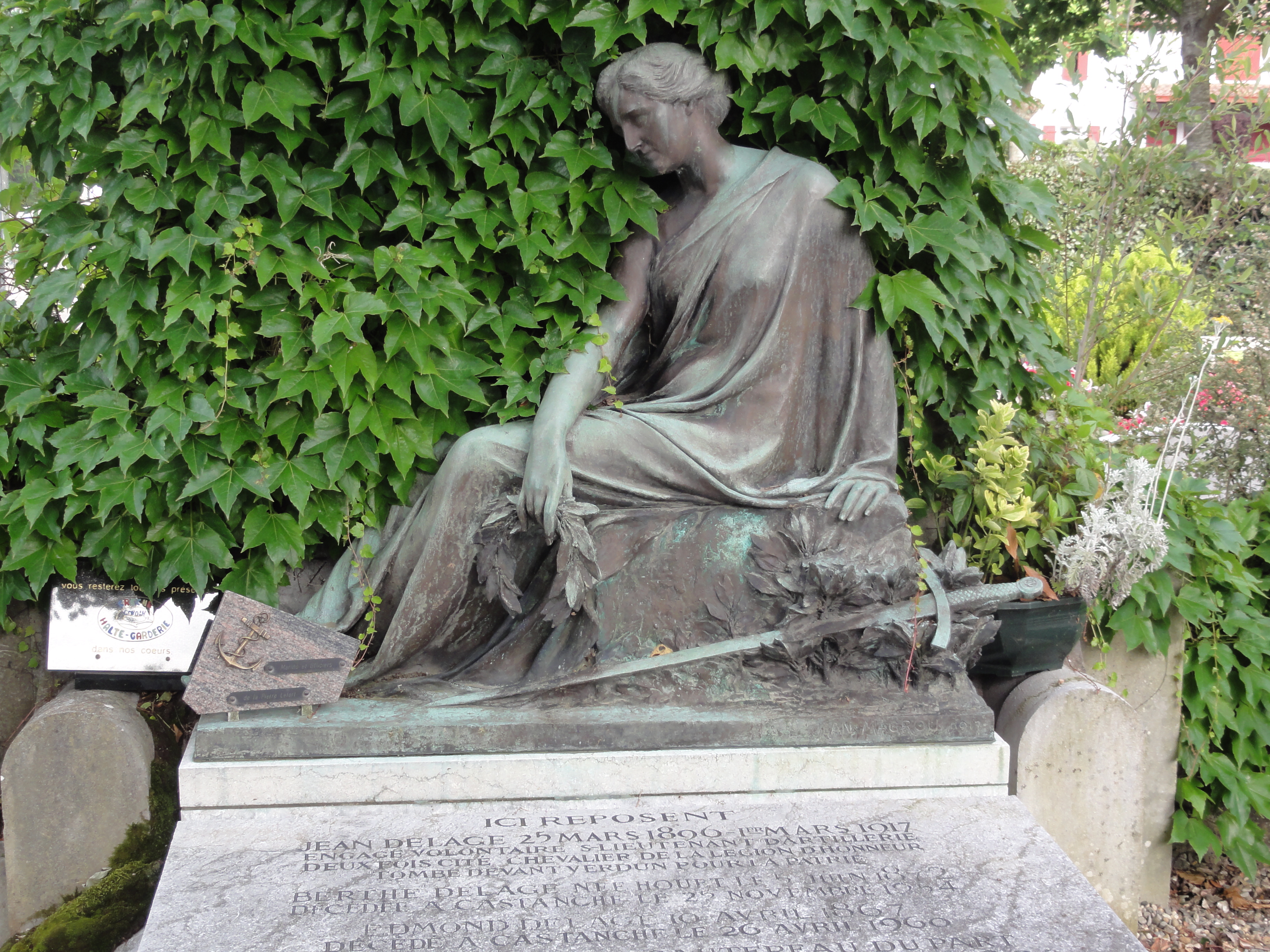
Военный мемориал
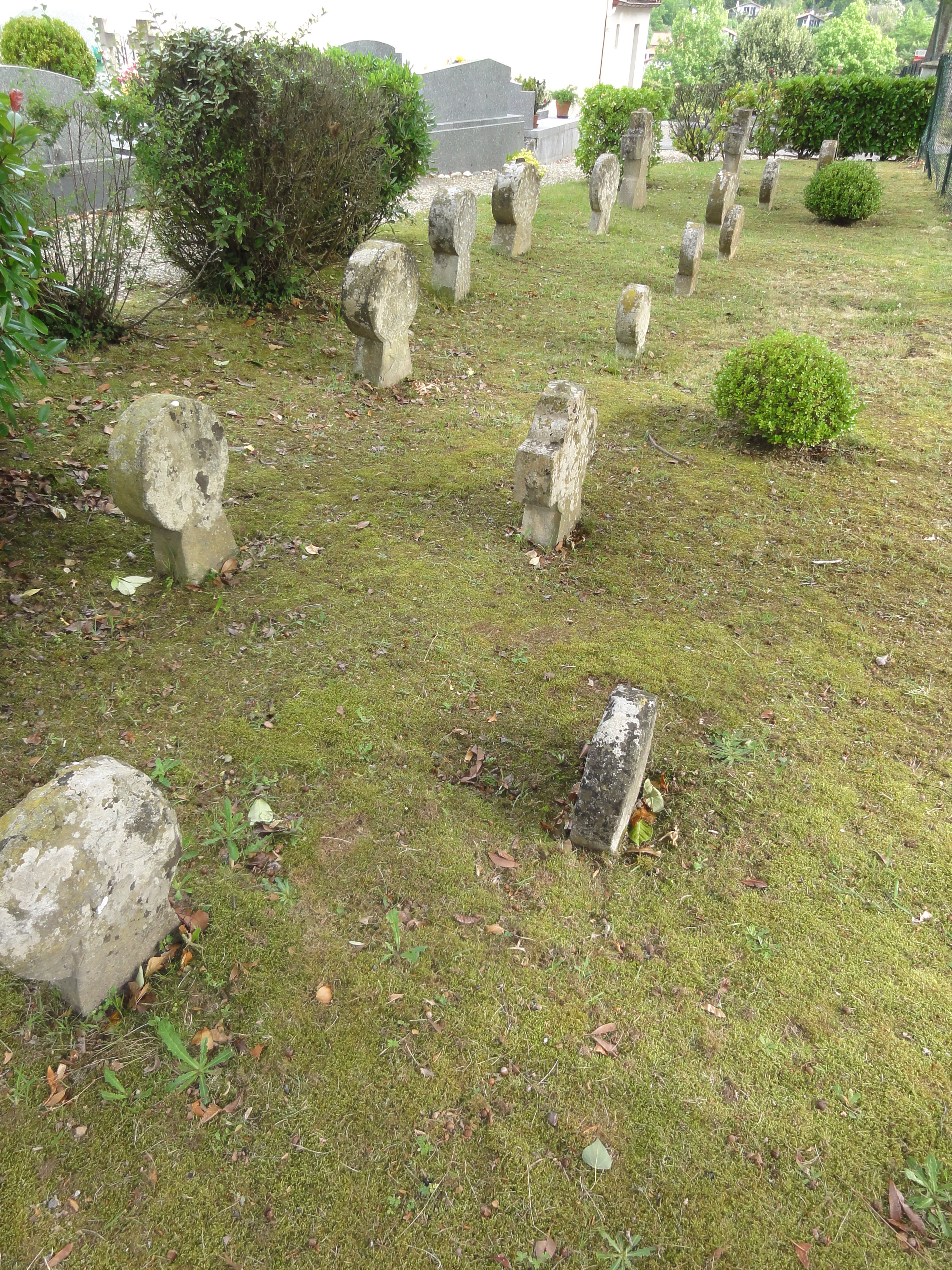
Баскские стелы